# Evropská silnice E462
Evropská silnice E462 je mezinárodní silniční trasa třídy B, propojující Česko a Polsko. Vede z Brna přes Olomouc na hraniční přechod Český Těšín/Těšín a odtud přes Bílsko-Bělou a katovickou konurbaci do Krakova. Je vedena po dálnicích, rychlostních nebo alespoň čtyřproudých silnicích. Propojuje páteřní evropské silnice E65 a E75, jakož i E40 a E50. 
Celý polský úsek je po přetrasování veden souběžně s páteřními evropskými silnicemi, prakticky je tedy redundantní. V Česku se naopak jedná o páteřní tah propojující největší moravské aglomerace Brno, Olomouc a Ostravsko.

## Trasa
- Česko
  - Brno   
  -  Brno-jih – Holubice (peáž s ) – Vyškov
  -  – Prostějov –
  -  Olomouc – Lipník nad Bečvou (peáž s )
  -  – Hranice –
  -   – Bělotín – Nový Jičín –
  -  – Příbor – Frýdek-Místek – Třanovice (začátek peáže ) –
  -  Český Těšín
- hraniční přechod Český Těšín-Chotěbuz – Cieszyn
- Polsko
  -  Cieszyn
  -  – Skoczów – Bílsko-Bělá
  -  – Pszczyna – Tychy
  -  – Mysłowice (konec peáže )
  -  Mysłowice – Krakov (peáž s )
  - Krakov

## Historie a alternativy trasování
Ve starém systému evropských silnic se jednalo o úsek silnice E7, páteřní evropské silnice spojující Řím, Vídeň a Varšavu. Tato silnice vedla v Polsku po silnici č. 52 přes Wadowice, stejně jako původní E462.
Paralelně se současnou E462 vede česká (dosud nekompletní) dálnice D1 přes Ostravu a na ni navazující polská dálnice A1 k exitu Gliwice. Po dokončení D1 kolem Přerova bude tato dálnice v úseku Vyškov – Lipník nad Bečvou alternativou trasy přes Olomouc.